# Johanniter-Kirche Groß Eichsen

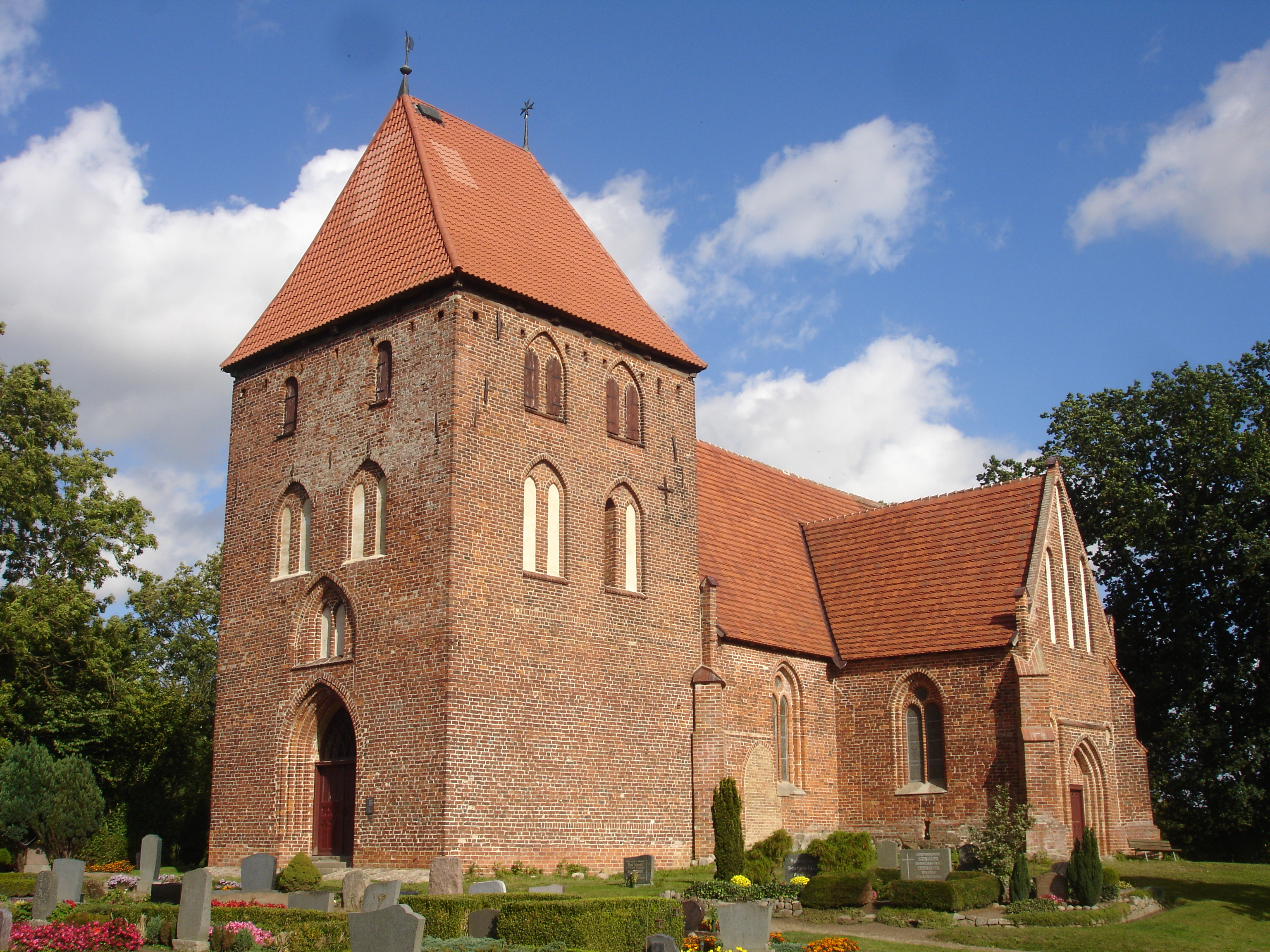
Johanniter-Kirche in Groß Eichsen (2012)

Die Johanniter-Kirche in Groß Eichsen, einem Ortsteil von Mühlen Eichsen, ist eine der größeren Dorfkirchen im Kirchenkreis Mecklenburg der Evangelisch-Lutherischen Kirche in Norddeutschland. Sie liegt am nordöstlichen Ortsrand in Ufernähe des Groß Eichsener Sees.

## Geschichte

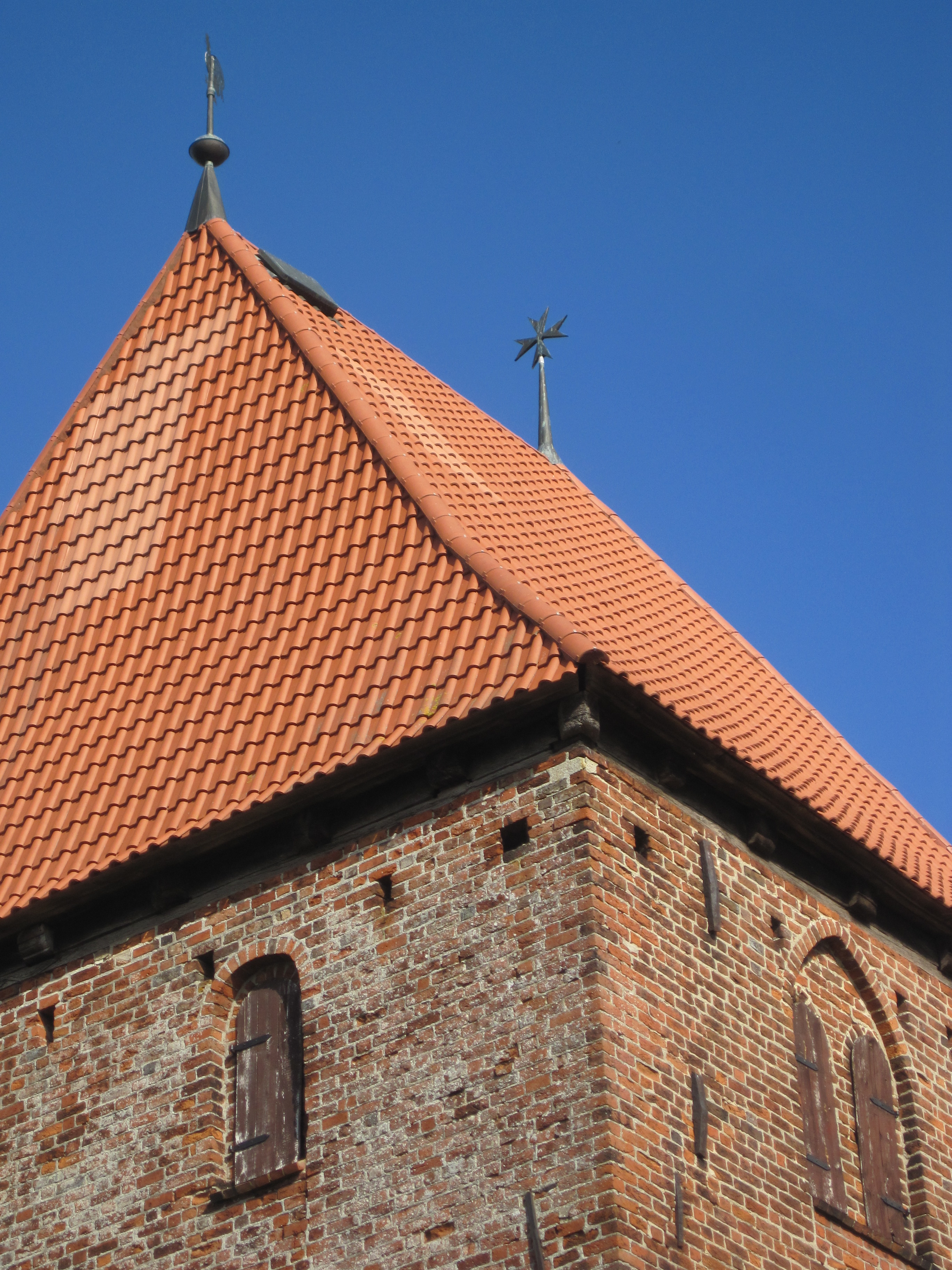
Das Johanniter-Kreuz östlich des Hahns auf dem Kirchturm (2012)

Eichsen oder Eixen, damals noch ohne Zusatz, wird bereits 1194 als Parochie des Bistums Ratzeburg belegt. Die Grafen von Schwerin schenkten um 1200 Eixen und die Dörfer Goddin, Moraas und Sülsdorf dem Johanniterorden. So findet sich die Kirche 1230 auch im Ratzeburger Zehntregister. Die Priorei Sülstorf wurde von Johannitern aufgebaut, die von der Komturei aus Werben (Elbe) in der Altmark hierher kamen. Die Johanniter dehnten sich im 13. Jahrhundert in Mecklenburg aus und es kam Ende des 13./Anfang des 14. Jahrhunderts zu einer Verschiebung des Leitungssitzes an die Komturei Kraak, die der Priorei wohl überstellt war. Kirchlicher Mittelpunkt der Priorei wurde die Kirche von Eixen, die die vor 1283 entstandene schlichtere Dorfkirche am nahegelegenen Standort der Wassermühle an der Stepenitz, heute Mühlen Eichsen, in der architektonischen Wirkung bei weitem übertraf. Diese Frühgeschichte ist aus Streitigkeiten belegt, die die Johanniter mit den Ratzeburger Bischöfen um das Kirchenpatronat führten; eine Frage, die eben 1283 dann für beide Kirchen gemeinsam zugunsten der Johanniter entschieden wurde. Unter den Johannitern entwickelte sich die Kirche von Groß-Eixen im Mittelalter zu einer bekannten Wallfahrtskirche. Die Johanniter bleiben bis zur Reformation in Sülsdorf und die Kirche in Groß Eichsen wurde im 16. Jahrhundert auch als Münster zu Groß Eixen bezeichnet. Bis 1552 bestand noch ein Interim in der Form, dass der Schweriner Domherr Paschen Gustävel Inhaber der Priorei war; dann wurden die Güter des Ortes an den Kanzler der mecklenburgischen Herzöge vergeben.
Schlie berichtete vom Hörensagen, dass die letzten Wohngebäude der Johanniter in Groß Eichsen Anfang des 18. Jahrhunderts wegen Baufälligkeit abgerissen worden sein sollen. Die Kirche selbst war in den 1970er Jahren so verfallen, dass ein Abriss angedacht war. 1983 gelang es der Gemeinde in Eigeninitiative, das Dach neu zu decken. Mit Hilfe des Fördervereins werden seit 1994 Kirche und Inventar restauriert.
Die Kirche Groß Eichsen bildet gemeinsam mit der Dorfkirche Mühlen Eichsen eine Kirchengemeinde, die seit 1999 mit der Kirchengemeinde  Vietlübbe verbunden ist, deren Pastor auch für die beiden Eichsener Kirchen zuständig ist.

## Baubeschreibung

### Das Äußere
Die Kirche selbst ist ein stattlicher, sorgfältig ausgeführter Bau der Backsteingotik, entstanden in der ersten Hälfte des 14. Jahrhunderts. Das einschiffige Langhaus – als hoher langgestreckter Saal – wird durch einen 5/8-Chor nach Osten geschlossen. Damit hebt sich auch die Form des Chors von dem im Lauenburgischen wie im Mecklenburgischen sonst überwiegenden rechteckigen Kastenchor ab. Die einst wohl geplante steinerne Wölbung des Kirchenschiffes ist nie verwirklicht worden. Von 1866 bis 1867 wurde durch Georg Daniel eine Innenrestaurierung durchgeführt, bei der auch die heute noch erhaltene Deckenlösung, ein hölzernes Gewölbe in Form einer Tonne über einem sichtbaren Sprengwerk, durch den Zimmerermeister August Gädt eingebracht wurde. Die wuchtigen Seitenkapellen an der Nord- und Südseite aus späterer Zeit vermitteln äußerlich den Eindruck einer Querhalle oder eines Querschiffs und prägen damit den Eindruck einer kreuzarmigen Kirche. Während die südliche Kapelle aufgrund der eingezogenen Empore innen den Raumeindruck verstärkt, ist die nördliche zum Kirchenschiff völlig abgeschlossen und dient als Aufgang zur Kanzel und als Sakristei. Beide sind mit Blendgiebeln versehen. Auch durch Änderungen im Laufe der Jahrhunderte blieb der ursprüngliche Charakter einer gotischen Kirche erhalten.
Der mächtige, quadratische und dreigeschossige Westturm aus dem 15. Jahrhundert hat fast die Breite des Kirchenschiffes. Die Traufhöhe des gewalmten Satteldachs reicht bis an den First des Kirchenschiffes.
Am westlichen Ende befindet sich einen Kirchhahn und am östlichen Ende das Johanniterkreuz. Die schlichte und sparsame Gliederung der Turmfassade erfolgt durch Strebepfeiler und zweiteilige Bogenfenster. Am westlichen Turmeingang und an den Anbauten befinden sich Rücksprungsportale.

### Das Innere
Im Innern ist die kreuzrippengewölbte Turmhalle in ganzer Höhe zum Schiff hin geöffnet, an die sich Schildbögen für geplante Gewölbe anschließen. Auch die vorhandenen Strebepfeiler lassen erkennen, dass eine Einwölbung des Kirchenraums einmal beabsichtigt war. Die Anbauten sind flach gedeckt, der südliche zum Schiff offen, der nördliche abgetrennt. An der nördlichen Balkendecke lassen sich noch Reste ornamentaler Grisaillemalerei, wohl aus der zweiten Hälfte des 17. Jahrhunderts, erkennen.
Die Innenausstattung ist vor allem durch barocke Stücke bemerkenswert.

#### Altar
Die Kirche besitzt einen Barockaltar, der vom Patron der Kirche, dem Hofgerichtspräsidenten Ulrich von Stralendorff (1641–1699) zusammen mit seiner Ehefrau Margaretha (geb. von Plessen (1645–1708) a.d.H. Damshagen) im Jahr 1698 gestiftet wurde. Der weit ausladende, 6,60 Meter hohe und 5,85 Meter breite hölzerne Altaraufsatz gehört zu den frühesten und reichsten barocken Altaraufsätzen Mecklenburgs. Ihn schmücken fünf Gemälde, in der Mitte das Abendmahl, die Kreuzigung und Himmelfahrt im oberen Teil, an den Seiten die Gesetzgebung und die Bergpredigt, ergänzt durch die Schnitzfiguren Petrus, Paulus, beiden Johannes, den siegreichen Christus und Engel an den Seiten und in der Bekrönung. 
Der Altaraufsatz wurde 1998 nach Reparatur und Restaurierung wiedergeweiht (Restauratoren: Wieland Geipel, Berlin, unter Mitarbeit von Studenten der Fachhochschule Hildesheim, und Brigitte Frfr. von Hammerstein, Hamburg).

#### Kanzel
Die barocke Kanzel ist eine Arbeit von 1680. Auch sie trägt die Wappen von Ulrich von Stralendorff und seiner Gattin. Die Brüstungsfelder sind mit neutestamentlichen Szenen bemalt.

#### Ältere Ausstattungsstücke
Das vom Ende des 15. Jahrhunderts stammende etwa vier Meter lange Triumphkreuz wurde 2006 restauriert. Unbefriedigende Leimfarbfassungen des 19. Jahrhunderts wurden entfernt, bildhauerische Ergänzungen in Eichenholz vorgenommen und farblich dem Holzton angepasst. Es hängt östlich der Nordvorhalle an der Nordwand der Kirche.
Eine der wuchtigsten Granittaufen in Kelchform mit einer Kuppawandstärke von 15 cm in Mecklenburg aus den ersten Zeiten der Priorei, gehörte ursprünglich zu einer gotländischen Sandsteinfünte, die heute noch auf dem Friedhof in Groß Brütz zu finden ist und dort als Grünpflanzenkübel genutzt wird. Sie kam aus dem Schweriner Dom, die Kuppa kam nach Groß Brütz und die obere Hälfte nach Groß Eichsen.
Sie besitzt am viel zu kleinen vierpassförmigen Sandsteinfuß vier Maskenköpfe als figürlichen Schmuck. Die Gesamthöhe der Tauffünte beträgt 103 cm, die Breite 111 cm, Höhe der Kuppa 65 cm. Die Wandstärke 15 cm, die Breite der Schale 81 und die Tiefe 30 cm.
Das von Anfang des 16. Jahrhunderts aus Eichenholz stammende Chorgestühl, bestehend aus zwei Sitzreihen zu je acht Plätzen, ist an den Baldachinen mit durchbrochenem gotischen Schnitzwerk und mit dem Wappen des Priors Johannes Wulff versehen.

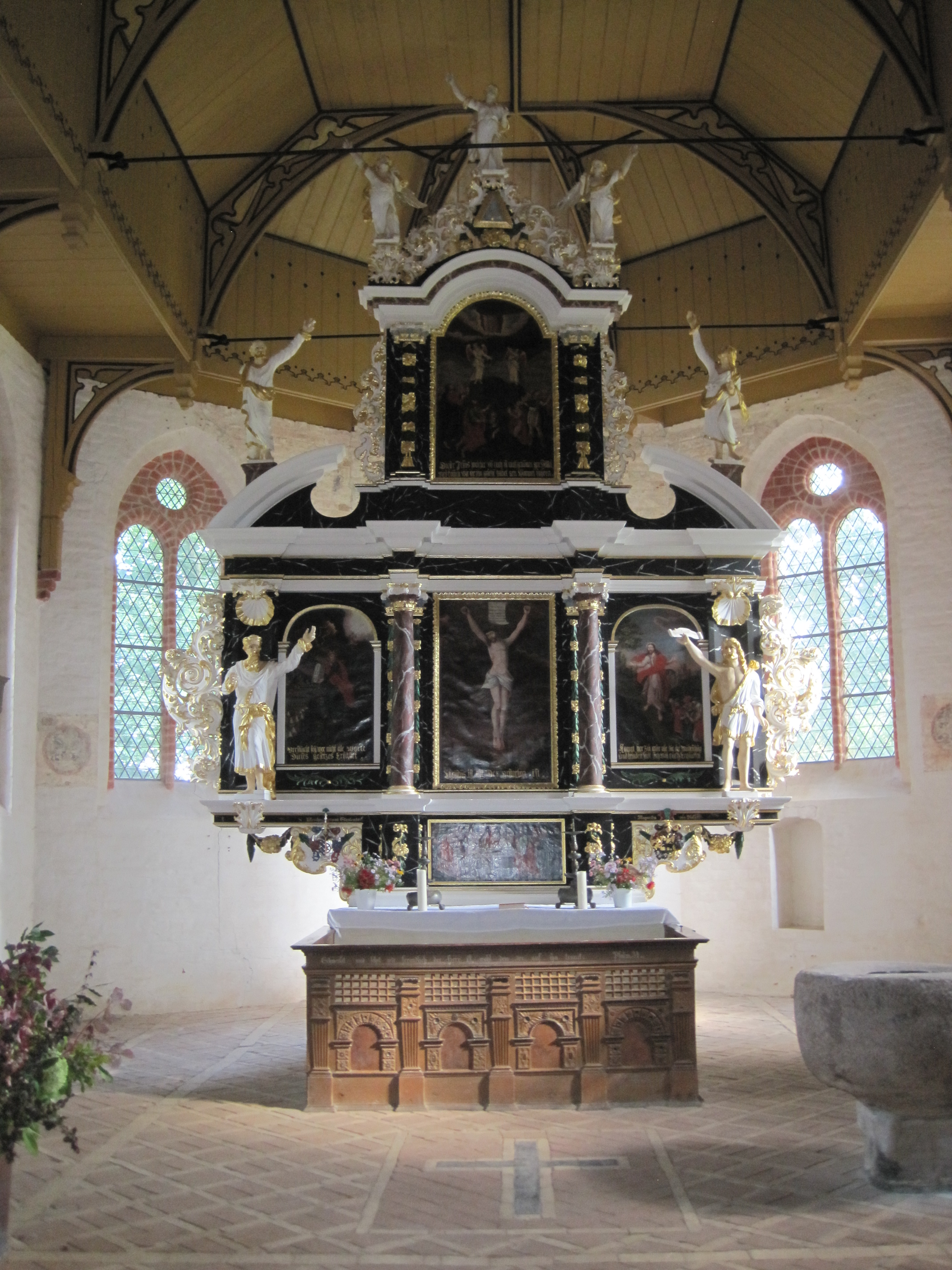
Barockaltar (2012)
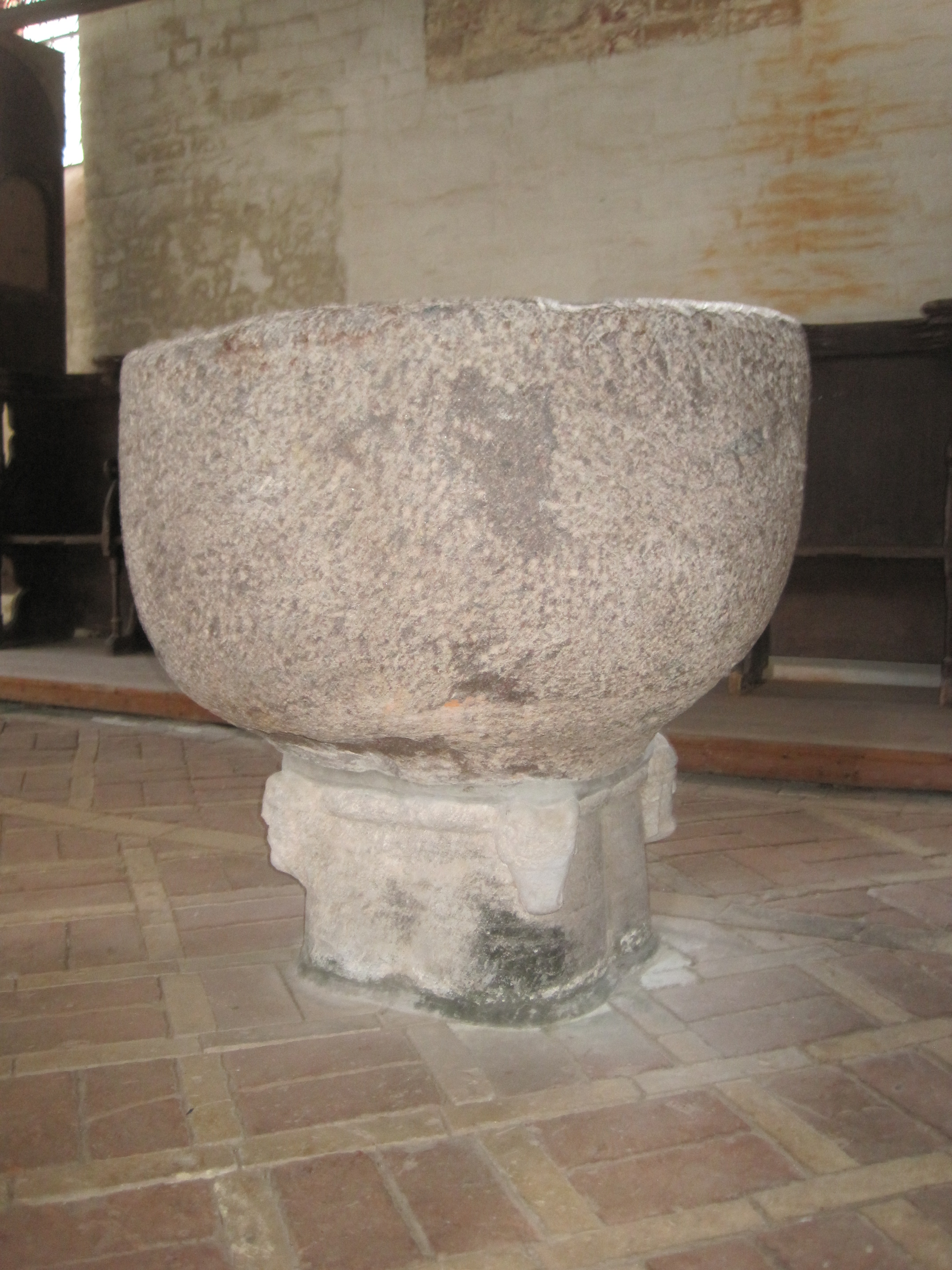
Romanische Taufe (2012)
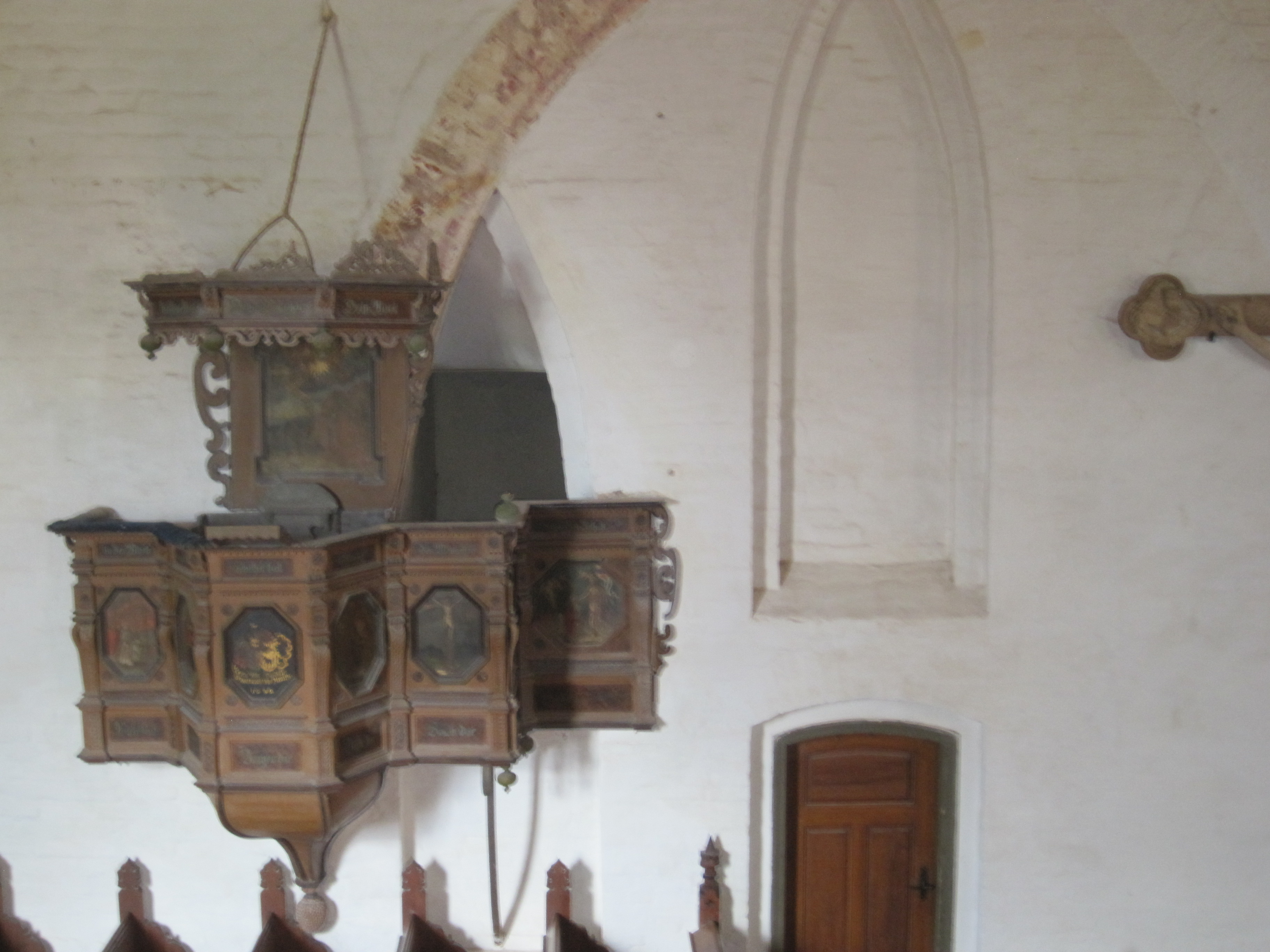
Barocke Kanzel (2012)
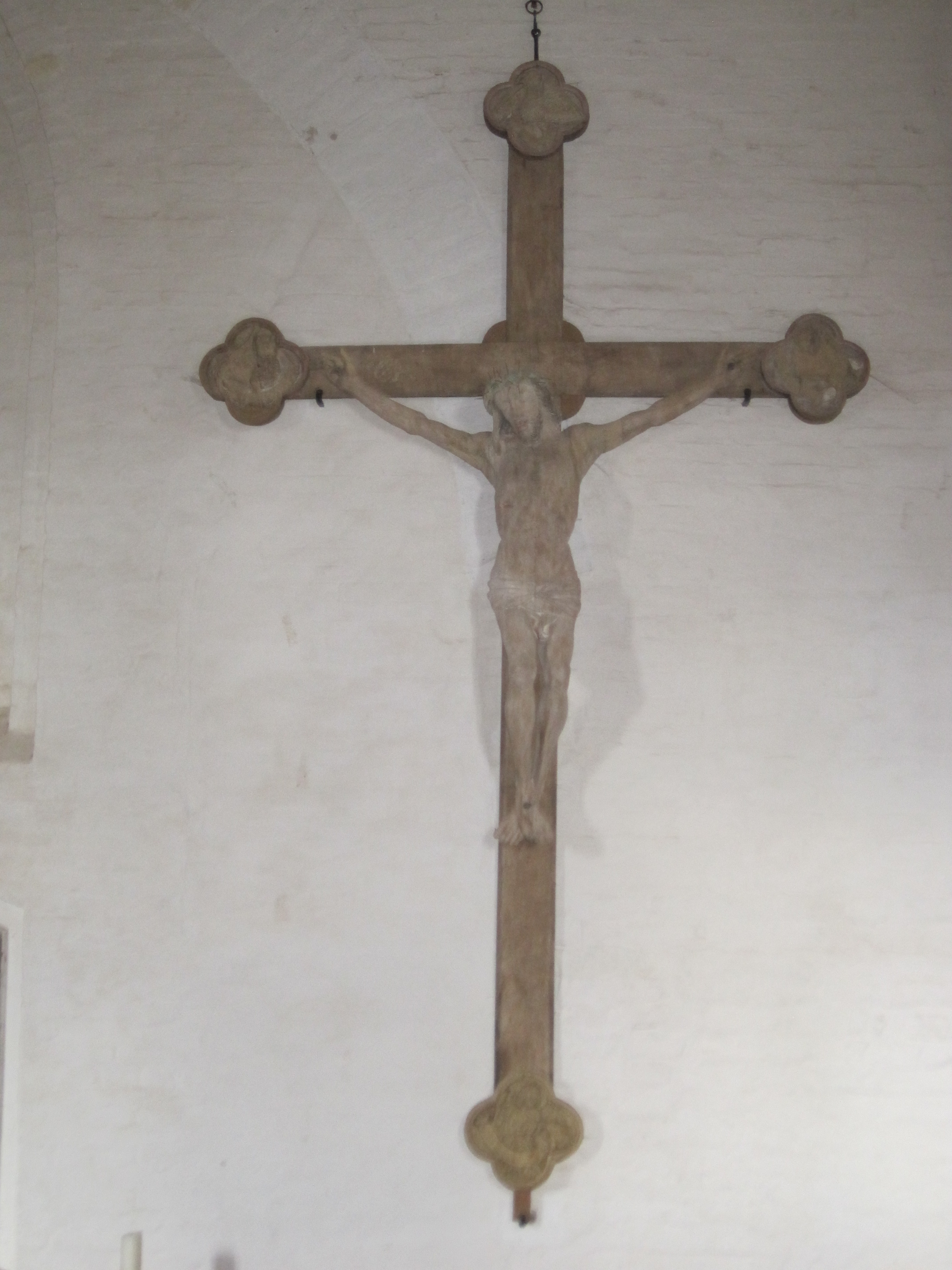
Ehemaliges spätgotisches Triumphkreuz Ende 15. Jahrhundert (2012)

#### Orgel
Die 1687 durch den Lübecker David Georg Briegel und Orgelbauer Sager eingebaute Orgel wurde 1723 wahrscheinlich durch den Lübecker Orgelbauer Hans Hantelmann in die Dorfkirche Mühlen Eichsen umgesetzt.

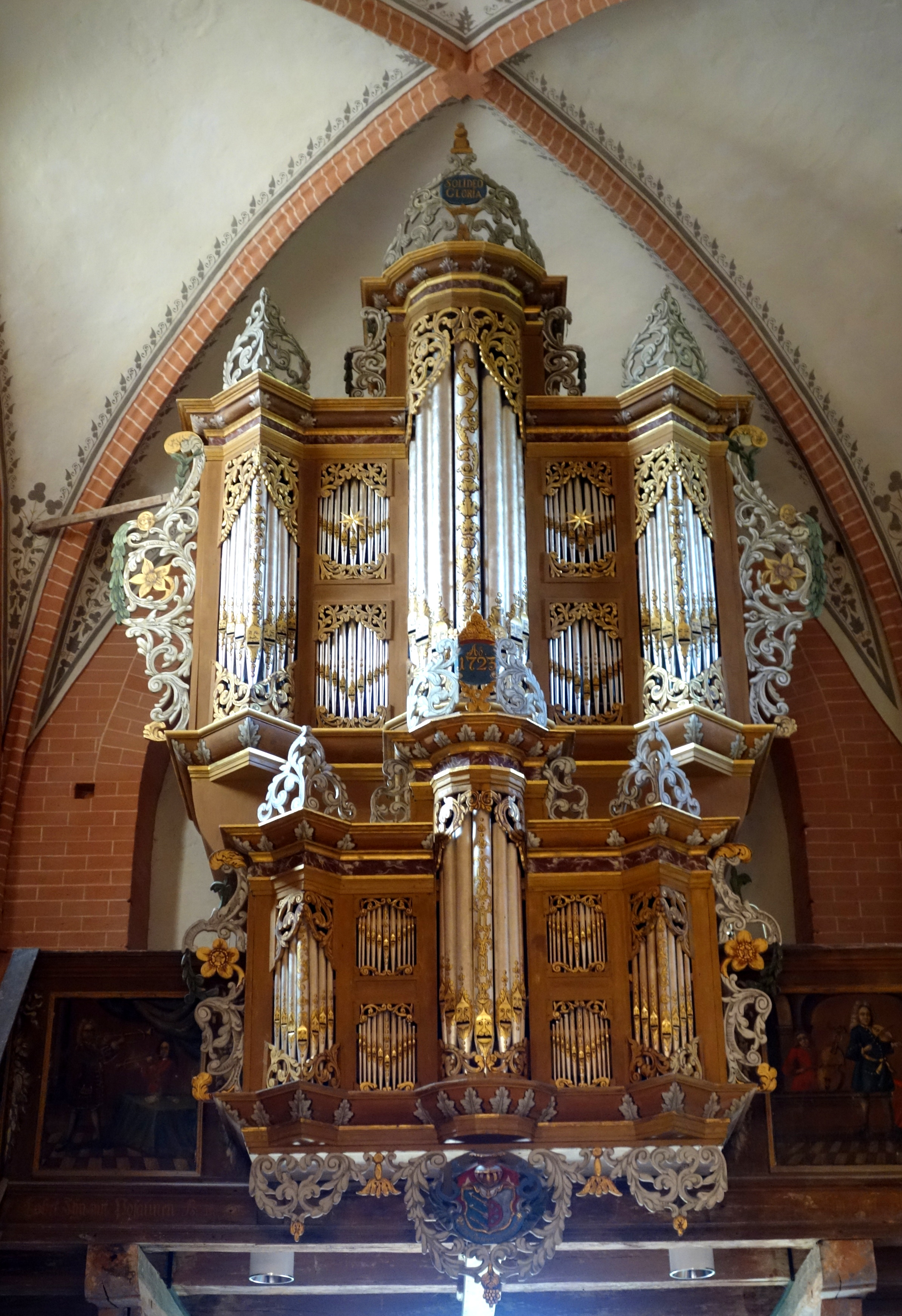
Orgel (2017)

Die barocke Orgel wurde 1723 vom Orgelbauer und Schüler Arp Schnitgers Hans Hantelmann gebaut. Mit ihrer kurzen Oktave und der mitteltönigen Stimmung galt die Orgel schon in der Zeit ihrer Erbauung als altertümliches Instrument, das sich der damalige Patron der Kirche Groß Eichsens, Ulrich von Strahlendorf, wahrscheinlich für seine eigenen Bedürfnisse als Orgelspieler bauen ließ. Die gesamte Empore – mit dem Aufgang und Rückpositiv – ist von ihrer Gestaltung her schon ein bemerkenswertes Kunstwerk. 
1907 wurde die Hantelmann-Orgel vom Schweriner Orgelbauer Marcus Runge unter weiterer Verwendung vieler Bauteile romantisch überbaut. Der barocke Prospekt blieb weitgehend erhalten. Die Brüstung der Orgelempore zeigt zeitgenössische Darstellungen mit Musikern und ihren Instrumenten und dazu passenden Psalmversen; am Aufgang finden sich musizierende Engel. Ein reiches Holzdekor mit üppigen Schleierbrettern, Ohren und Bekrönungen der Pfeifentürme, dazu Malereien auf den Prospektpfeifen mit Fratzen und Gesichtern, schmücken den Orgelprospekt. Bei den Orgelkonzerten ist als Abschluss die Rotation des Zimbelsternes immer eine kleine Sensation.
Die Orgel konnte im Jahr 2002 nach mehrjähriger Restaurierung wieder eingeweiht werden. Das Rückpositiv wurde 1990/91 durch den Dresdner Orgelbauer Kristian Wegscheider restauriert. Er stellte im Jahr 2002 das Hauptwerk und Pedal – ein historisierender Neubau, unter konsequenter Einbeziehung aller noch vorhandenen Originalteile – wieder her. 
| I Hauptwerk CDEFGA–c3 |     |
| Quintade              | 16′ |
| Principal             | 8′  |
| Gedact                | 8′  |
| Octave                | 4′  |
| Quinte                | 3′  |
| Superoctave           | 2′  |
| Trompete              | 8′  |
| Mixtur IV             |     |
| Cimbelsterne          |     |
| Tremulant             |     |

| II Rückpositiv CDEFGA–c3 |    |
| Quintade                 | 8′ |
| Principal                | 4′ |
| Rohrflöte                | 4′ |
| Octave                   | 2′ |
| Sesquealtera II          |    |
| Dulcian                  | 8′ |

| Pedal CDE–d1, Fis an fis, Gis an gis |
| angehängt                            |

#### Glocken
Im Turm haben sich nach Schlie zwei Glocken von 1680 und 1679 befunden.
Eine Glocke wurde während des Krieges eingeschmolzen, so dass heute nur noch eine Glocke existiert.
Sie trägt die Wappen und Namen ihrer Stifter, Ulrich von Strahlendorffs und seiner Frau Margaretha von Plessens.

#### Grabplatten

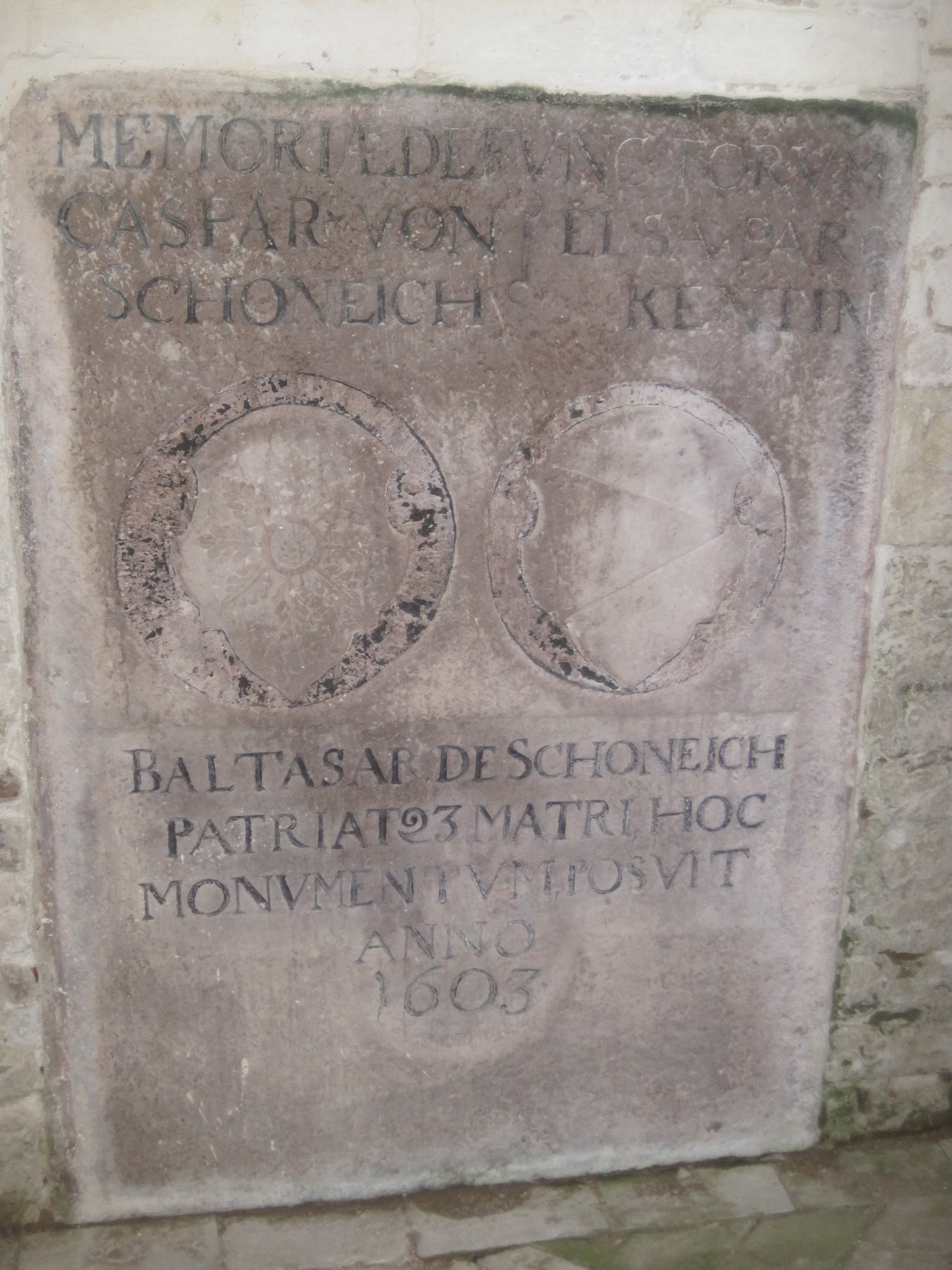
Kaspar von Schöneich († 1547), im Jahr 1603 von seinem Sohn Balthasar gesetzt (2012)
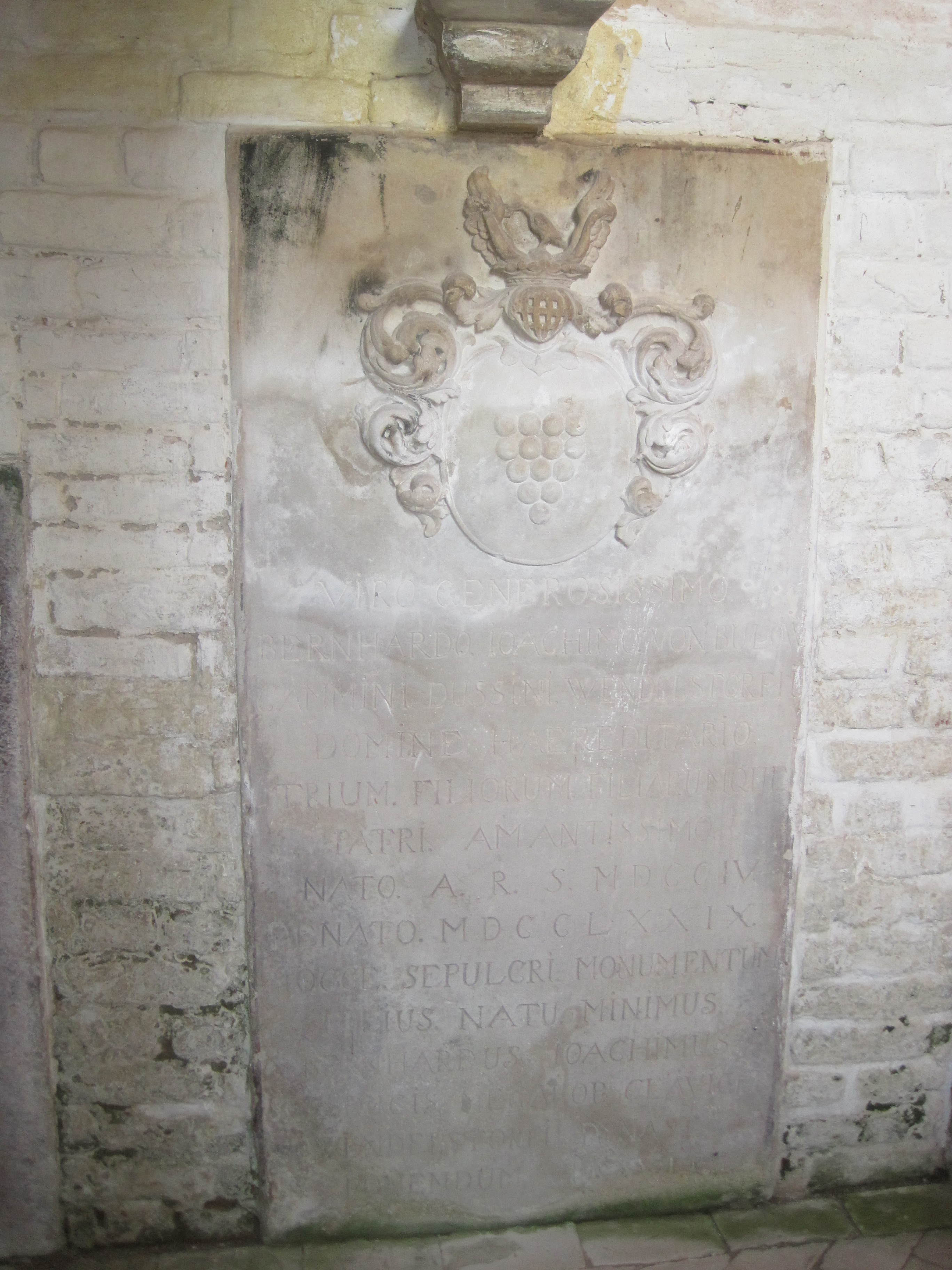
Bernhard Joachim von Bülow (2012)
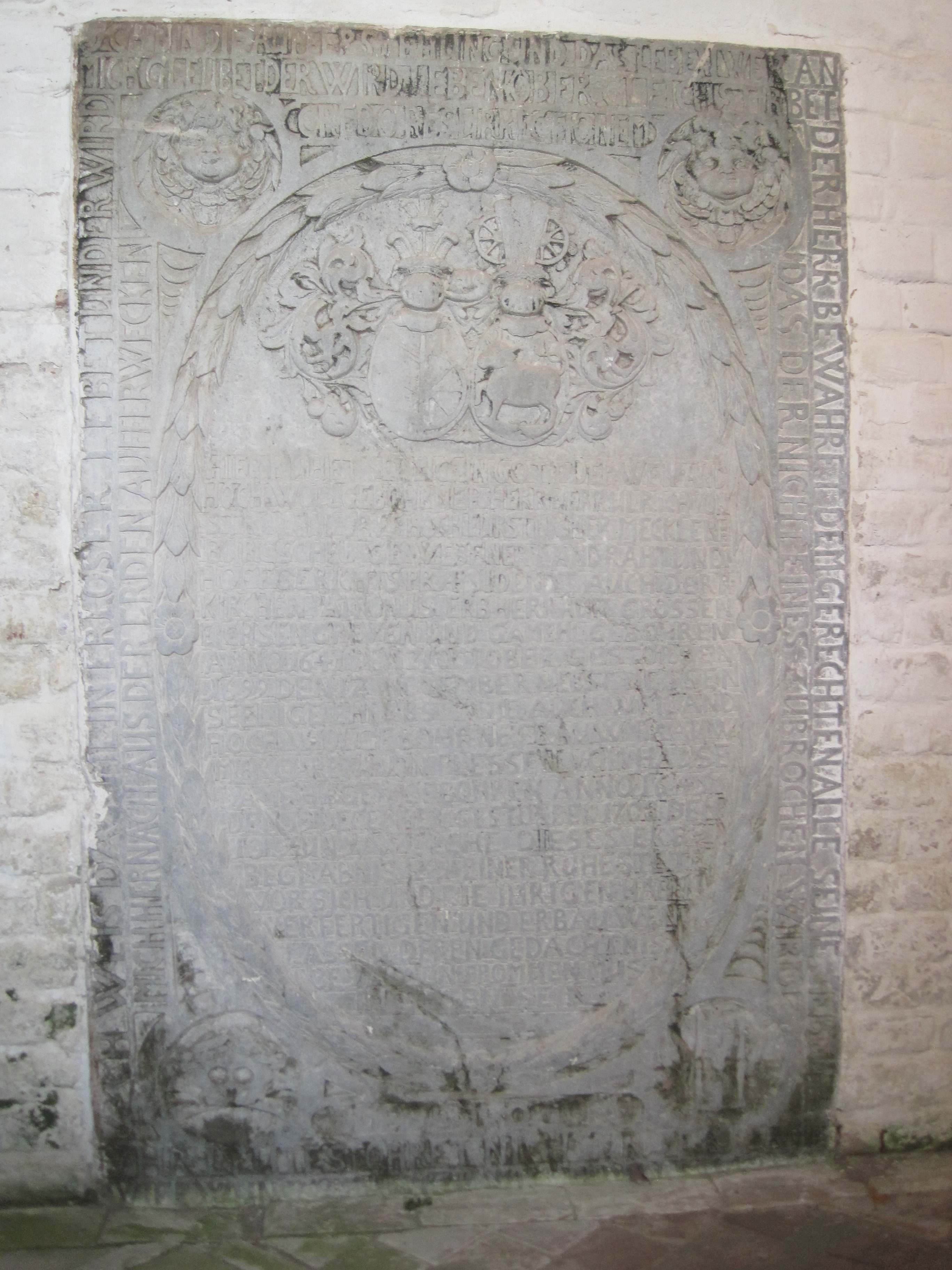
Ulrich von Stralendorff († 21. Oktober 1699) und Margaretha von Plessen († 19. Dezember 1708) (2012)
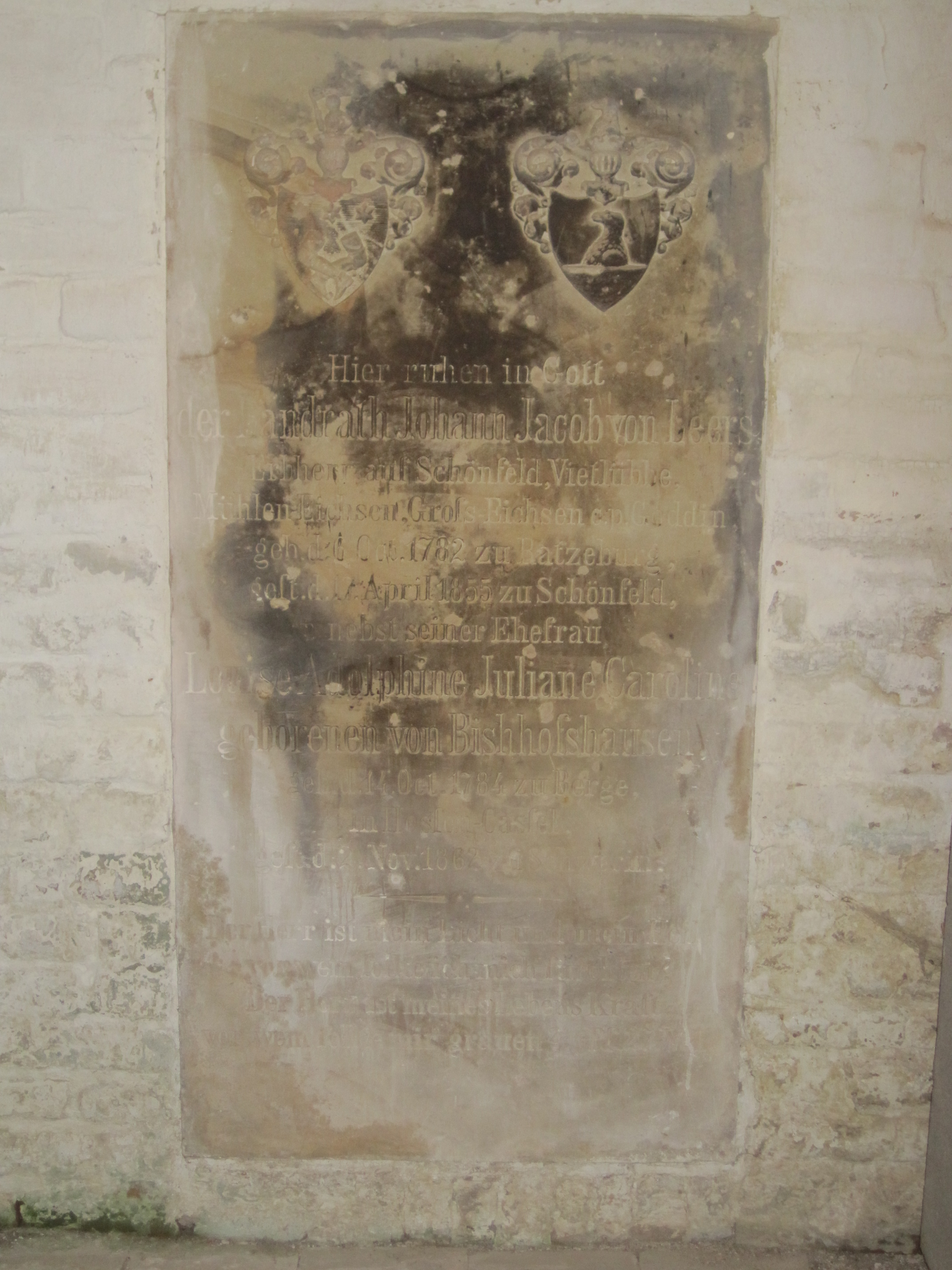
J. J. von Leers (2012)
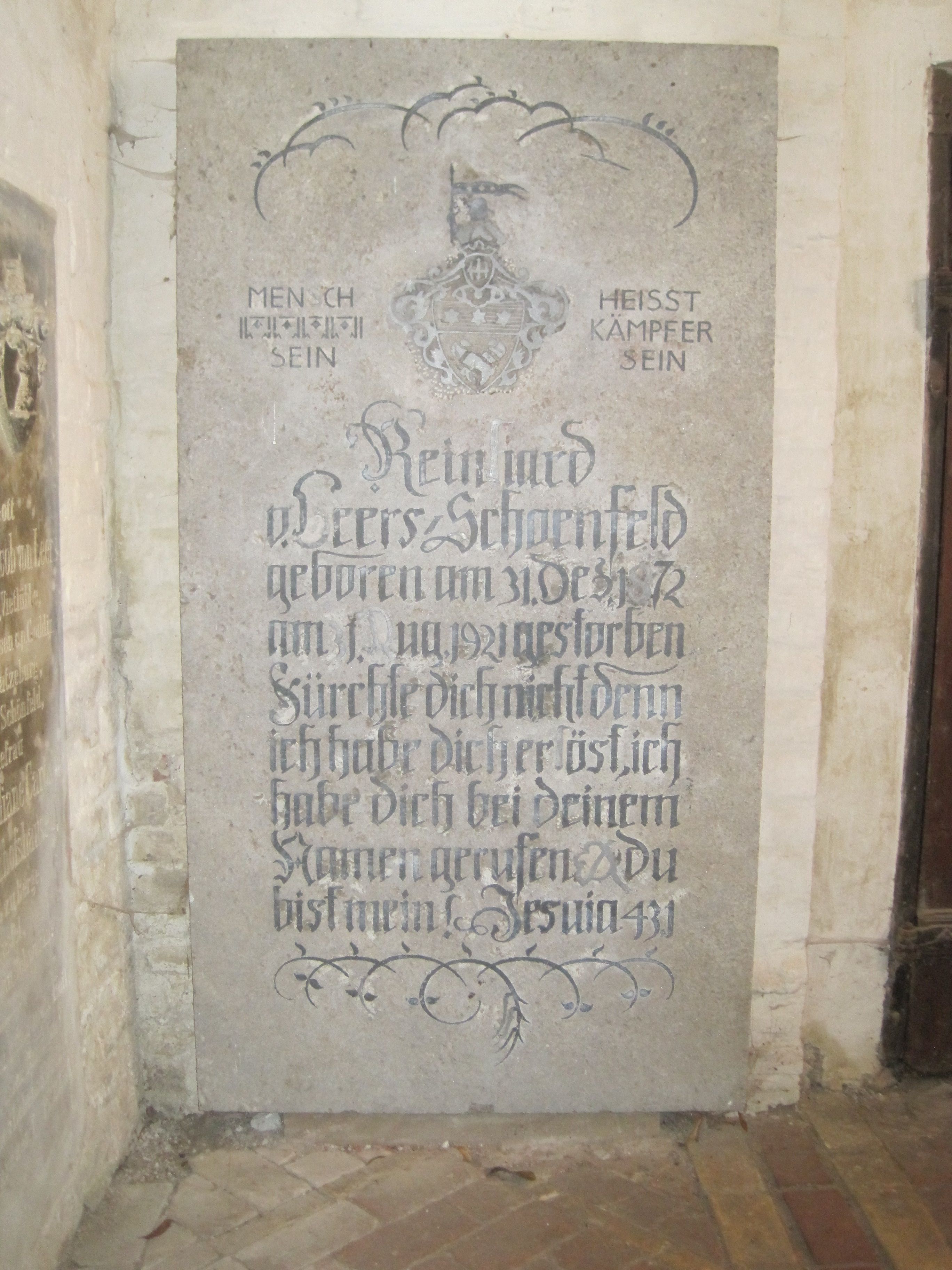
Reinhard von Leers († 1921) (2012)

## Restaurierung
Von 1994 bis 2009 wurden der Altaraufsatz, das Deckengewölbe und verschiedene Mauerwerke, das Kruzifix sowie die Hantelmannorgel für mehr als 670.000 Euro restauriert; Glockenturm, Kanzel, Orgelempore, Sakristei und Beleuchtung sollen im Rahmen von bereits veranschlagten weiteren 100.000 Euro ebenfalls saniert werden.

### Gedruckte Quellen
- Mecklenburgisches Urkundenbuch (MUB)
- Mecklenburgische Jahrbücher (MJB)

### Ungedruckte Quellen
- Landeshauptarchiv Schwerin
  - LHAS 2.12-3/2 Klöster und Ritterorden. Johanniterorden Priorei Eichsen.
  - LHAS 12.3-6/2 Nachlass Lorenz. Mappe 3, Nr. 1.